# ایوانکا داس
ایوانکا داس (به انگلیسی: Ivanka Das) بازیگر، مدل، رقصنده هندی است.
از کارهای معروف او می‌توان به بازی در فیلم اسپینر و برای تفریح اشاره کرد.
او یک زن ترنس است.